# Cheiracanthium hypocyrtum
Cheiracanthium hypocyrtum là một loài nhện trong họ Miturgidae.
Loài này thuộc chi Cheiracanthium. Cheiracanthium hypocyrtum được miêu tả năm 1993 bởi Zhang & Zhu.